# Belarussischer Fußballpokal 2007/08
Der Belarussische Fußballpokal 2007/08 war die 17. Austragung des belarussischen Pokalwettbewerbs der Männer. Das Finale fand am 18. Mai 2008 im Dinamo-Stadion von Minsk statt. Titelverteidiger FK Dinamo Brest schied im Achtelfinale gegen den FK Homel aus. Pokalsieger wurde MTZ-RIPA Minsk, der sich im Finale gegen den FK Schachzjor Salihorsk durchsetzte.

## Modus
Im Gegensatz zur Liga wurde der Pokal im Herbst-Frühjahr-Rhythmus ausgetragen. In den ersten zwei Runden wurden die Begegnungen in einem Spiel ausgetragen. Bei unentschiedenem Ausgang wurde zur Ermittlung des Siegers eine Verlängerung gespielt. Stand danach kein Sieger fest, folgte ein Elfmeterschießen. Ab dem Achtelfinale wurden die Sieger in Hin- und Rückspiel ermittelt. Der Pokalsieger qualifizierte sich für den UEFA-Pokal.

## Teilnehmende Teams
| Wyschejschaja Liha (14) | Perschaja Liha (14) | Druhaja Liha (13) | Amatarskaja Liha (7) |
| --- | --- | --- | --- |
| - BATE Baryssau - FK Dinamo Minsk - FK Daryda - FK Dinamo Brest - FK Homel - FK Minsk - MTZ-RIPA Minsk - FK Njoman Hrodna - Dnjapro Mahiljou - Naftan Nawapolazk - FK Schachzjor Salihorsk - FK Tarpeda Schodsina - FK Smarhon - FK Wizebsk | - FK Baranawitschy - Dinamo Belcard Hrodna - Belschyna Babrujsk - Chimik Swetlahorsk - Swjasda BHU Minsk - FK Hranit Mikaschewitschy - FK Kamunalnik Slonim - FK Polazk - FK Sawit Mahiljou - FK Masyr - Lakamatyu Minsk - Wedrytsch-97 Retschyza - FK Weras Njaswisch - FK Wolna Pinsk | - FK Assipowitschy - FK Bjarosa - FK Kamunalnik Schlobin - FK Lida - Liwadyja Dsjarschynsk - FK Maladsetschna - FK Njoman Masty - FK Orscha - PMZ Pastawy - FK Palesse Kosenki - Spartak Schklou - Wertikal Kalinkawitschy - Mjasakambinat Wizebsk | - FK Chimik Hrodna - FK Haradseja - FK DJuSSch Kirausk - FK Kobryn - Nalohowik Minsk - PMK-7 Hanzawitschy - Neftjanik Retschyza |

## 1. Runde
Teilnehmer: 12 Mannschaften der zweiten Liga, 13 Teams aus der dritten Liga und 7 Amateurvereine, die sich über den regionalen Pokal qualifiziert hatten. Die unterklassigen Teams hatten Heimrecht.
| Datum      |                             | Ergebnis              |                                |
| ---------- | --------------------------- | --------------------- | ------------------------------ |
| 28.07.2007 | FK Chimik Hrodna (A)        | 1:4                   | Wedrytsch-97 Retschyza (II)    |
| 28.07.2007 | FK Palesse Kosenki (III)    | 0:2                   | FK Lida (III)                  |
| 28.07.2007 | FK DJuSSch Kirausk (A)      | 0:4                   | FK Weras Njaswisch (II)        |
| 28.07.2007 | Liwadyja Dsjarschynsk (III) | 0:3                   | Wertikal Kalinkawitschy (III)  |
| 28.07.2007 | FK Haradseja (A)            | 0:2                   | FK Masyr (II)                  |
| 28.07.2007 | Nalohowik Minsk (A)         | 0:0 n. V. (1:3 i. E.) | Chimik Swetlahorsk (II)        |
| 28.07.2007 | PMK-7 Hanzawitschy (A)      | 3:1                   | FK Polazk (II)                 |
| 28.07.2007 | FK Kobryn (A)               | 0:9                   | FK Sawit Mahiljou (II)         |
| 28.07.2007 | FK Assipowitschy (III)      | 0:1                   | FK Kamunalnik Slonim (II)      |
| 28.07.2007 | FK Njoman Masty (III)       | 1:4                   | FK Kamunalnik Schlobin (III)   |
| 28.07.2007 | Mjasakambinat Wizebsk (III) | 2:1                   | FK Hranit Mikaschewitschy (II) |
| 28.07.2007 | FK Orscha (III)             | 0:3                   | Dinamo Belcard Hrodna (II)     |
| 28.07.2007 | FK Bjarosa (III)            | 0:1                   | FK Wolna Pinsk (II)            |
| 28.07.2007 | FK Maladsetschna (III)      | 1:5                   | FK Baranawitschy (II)          |
| 28.07.2007 | Spartak Schklou (III)       | 3:1                   | PMZ Pastawy (III)              |
| 30.07.2007 | Neftjanik Retschyza (A)     | 0:1                   | Swjasda BHU Minsk (II)         |

## 2. Runde
Teilnehmer waren die 16 Sieger der ersten Runde, die 14 Mannschaften der Wyschejschaja Liha 2007 und zwei weitere Zweitligisten, die Absteiger aus der Wyschejschaja Liha: Belschyna Babrujsk und Lakamatyu Minsk. Die unterklassigen Teams hatten Heimrecht.
| Datum      |                               | Ergebnis              |                             |
| ---------- | ----------------------------- | --------------------- | --------------------------- |
| 16.08.2007 | Swjasda BHU Minsk (II)        | 1:2 n. V.             | Lakamatyu Minsk (II)        |
| 16.08.2007 | Wertikal Kalinkawitschy (III) | 0:3                   | FK Daryda (I)               |
| 16.08.2007 | FK Lida (III)                 | 1:2                   | Dnjapro Mahiljou (I)        |
| 16.08.2007 | PMK-7 Hanzawitschy (A)        | 2:3                   | MTZ-RIPA Minsk (I)          |
| 16.08.2007 | Chimik Swetlahorsk (II)       | 1:0                   | Naftan Nawapolazk (I)       |
| 16.08.2007 | FK Kamunalnik Slonim (II)     | 0:5                   | FK Homel (I)                |
| 16.08.2007 | FK Baranawitschy (II)         | 0:3                   | FK Njoman Hrodna (I)        |
| 16.08.2007 | FK Kamunalnik Schlobin (III)  | 1:1 n. V. (2:1 i. E.) | FK Smarhon (I)              |
| 16.08.2007 | FK Wolna Pinsk (II)           | 0:1                   | FK Dinamo Brest (I)         |
| 16.08.2007 | Wedrytsch-97 Retschyza (II)   | 0:1                   | FK Minsk (I)                |
| 16.08.2007 | Dinamo Belcard Hrodna (II)    | 1:2                   | FK Wizebsk (I)              |
| 16.08.2007 | FK Weras Njaswisch (II)       | 2:0                   | Belschyna Babrujsk (II)     |
| 19.08.2007 | Spartak Schklou (III)         | 0:2                   | BATE Baryssau (I)           |
| 05.09.2007 | FK Sawit Mahiljou (II)        | 0:2                   | FK Schachzjor Salihorsk (I) |
| 06.09.2007 | Mjasakambinat Wizebsk (III)   | 2:0                   | FK Tarpeda Schodsina (I)    |
| 11.09.2007 | FK Masyr (II)                 | 1:4                   | FK Dinamo Minsk (I)         |

## Achtelfinale
Teilnehmer waren die 16 Sieger der zweiten Runde.
| Datum          |                             | Gesamt   |                              | Hinspiel | Rückspiel |
| -------------- | --------------------------- | -------- | ---------------------------- | -------- | --------- |
| 15./21.03.2008 | Lakamatyu Minsk (II)        | 1:2      | FK Dinamo Minsk (I)          | 0:2      | 1:0       |
| 15./21.03.2008 | FK Kamunalnik Schlobin (II) | kampflos | MTZ-RIPA Minsk (I)           | -        | -         |
| 15./22.03.2008 | FK Dinamo Brest (I)         | 2:3      | FK Homel (I)                 | 0:2      | 2:1       |
| 15./22.03.2008 | FK Minsk (I)                | 2:4      | FK Schachzjor Salihorsk (I)  | 0:1      | 2:3       |
| 16./21.03.2008 | BATE Baryssau (I)           | 2:0      | FK Weras Njaswisch (II)      | 1:0      | 1:0       |
| 16./21.03.2008 | Dnjapro Mahiljou (I)        | 2:0      | FK Wizebsk (I)               | 1:0      | 1:0       |
| 16./22.03.2008 | FK Daryda (I)               | 2:0      | FK Njoman Hrodna (I)         | 1:0      | 1:0       |
| 16./22.03.2008 | Chimik Swetlahorsk (II)     | 2:0      | Mjasakambinat Wizebsk (IIII) | 1:0      | 1:0       |

## Viertelfinale
| Datum             |                         | Gesamt |                             | Hinspiel | Rückspiel |
| ----------------- | ----------------------- | ------ | --------------------------- | -------- | --------- |
| 29.03./02.04.2008 | Dnjapro Mahiljou (I)    | 0:1    | FK Dinamo Minsk (I)         | 0:0      | 0:1 n. V. |
| 29.03./02.04.2008 | FK Daryda (I)           | 1:3    | FK Schachzjor Salihorsk (I) | 1:2      | 0:1       |
| 29.03./02.04.2008 | Chimik Swetlahorsk (II) | 1:3    | BATE Baryssau (I)           | 1:3      | 0:0       |
| 29.03./02.04.2008 | MTZ-RIPA Minsk (I)      | 4:2    | FK Homel (I)                | 4:0      | 0:2       |

## Halbfinale
| Datum          |                             | Gesamt |                     | Hinspiel | Rückspiel |
| -------------- | --------------------------- | ------ | ------------------- | -------- | --------- |
| 16./30.04.2008 | FK Schachzjor Salihorsk (I) | 4:2    | FK Dinamo Minsk (I) | 1:0      | 3:2       |
| 16./30.04.2008 | BATE Baryssau (I)           | 3:6    | MTZ-RIPA Minsk (I)  | 2:4      | 1:2       |

## Finale
| Paarung                 | FK Schachzjor Salihorsk – MTZ-RIPA Minsk |
| Ergebnis                | 1:2 (0:1) |
| Datum                   | 18. Mai 2008 |
| Stadion                 | Dinamo-Stadion, Minsk |
| Zuschauer               | 8.500 |
| Schiedsrichter          | Aljaksej Kylbakou |
| Tore                    | 0:1 Wjatscheslau Hleb (5.) 1:1 Waleryj Strypejkis (82.) 1:2 Aleh Strachanowitsch (83.) |
| FK Schachzjor Salihorsk | Uladsimir Hajeu – Aljaksandr Bylina, Sjarhej Kawaltschuk, Mikalaj Branfilau, Maksim Hukajla – Andrej Ljawontschyk , Mikita Bukatkin (46. Aljaksandr Bytschanok), Michail Marzinowitsch (52. Ihar Sjuleu), Sjarhej Balanowitsch (74. Waleryj Strypejkis) – Waleryj Schukouski, Sjarhej Nikifarenka. Cheftrainer: Jury Vjarhejtschyk          |
| MTZ-RIPA Minsk          | Aljaksandr Sulima – Aljaksandr Staschtschanjuk, Dilaver Zrnanović, Mikalaj Assipowitsch, Michail Jeramtschuk – Aboubacar Camara (59. Nicolas Ceolin), Dsmitryj Schtschahrykowitsch (68. Anton Bubnou), Aleh Strachanowitsch, Dsjanis Saschtscheka (78. Aljaksandr Talkaniza) – Wjatschaslau Hleb, Artjom Konzewoj. Cheftrainer: Jury Puntus |
| Gelbe Karten            | Maksim Hukajla, Waleryj Schukouski – Aboubacar Camara |
| Platzverweise           | keine – Aleh Strachanowitsch |